# Austrocedrus

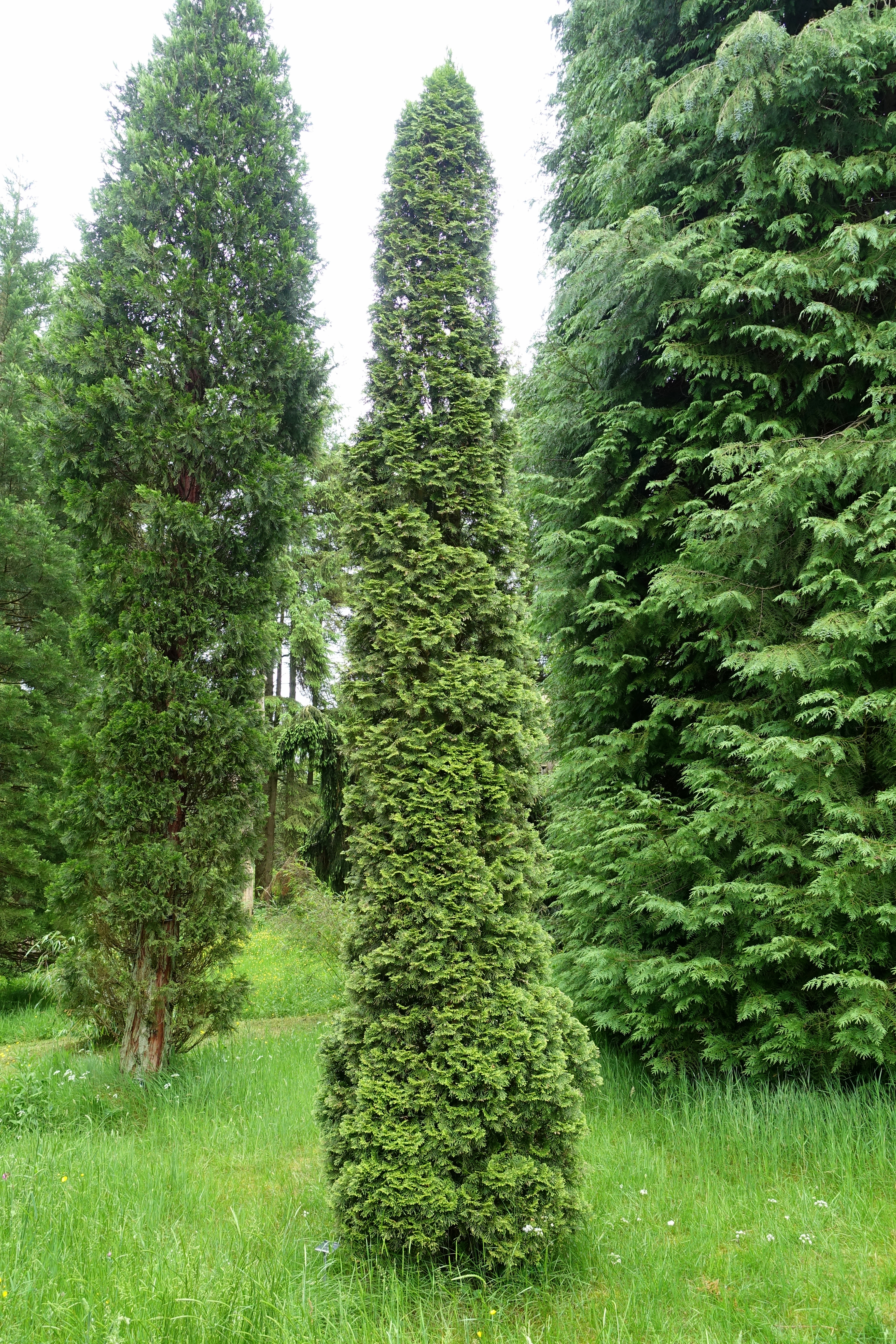
Magányosan álló példány egy North Yorkshire-i kertben

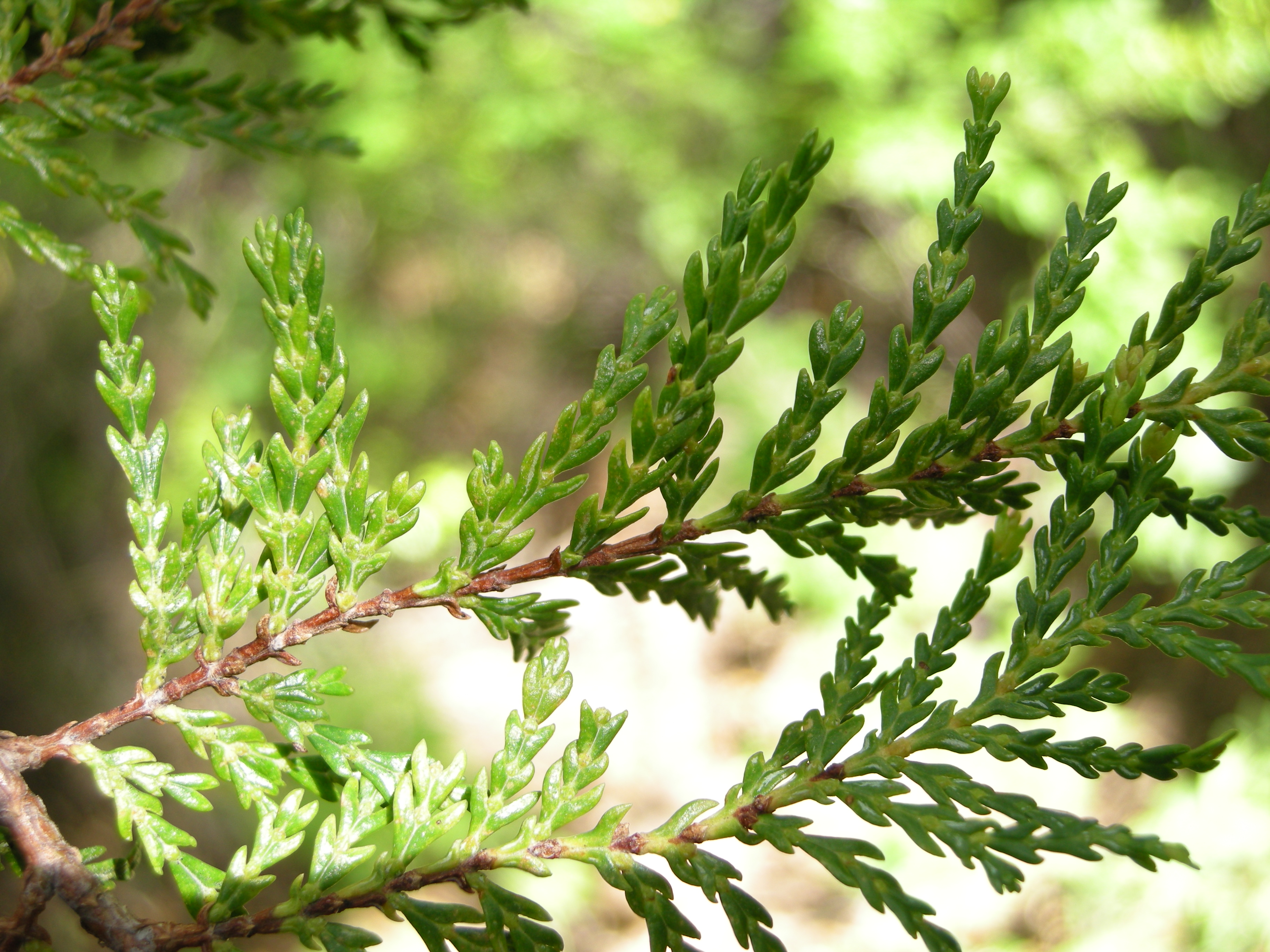
Levelei

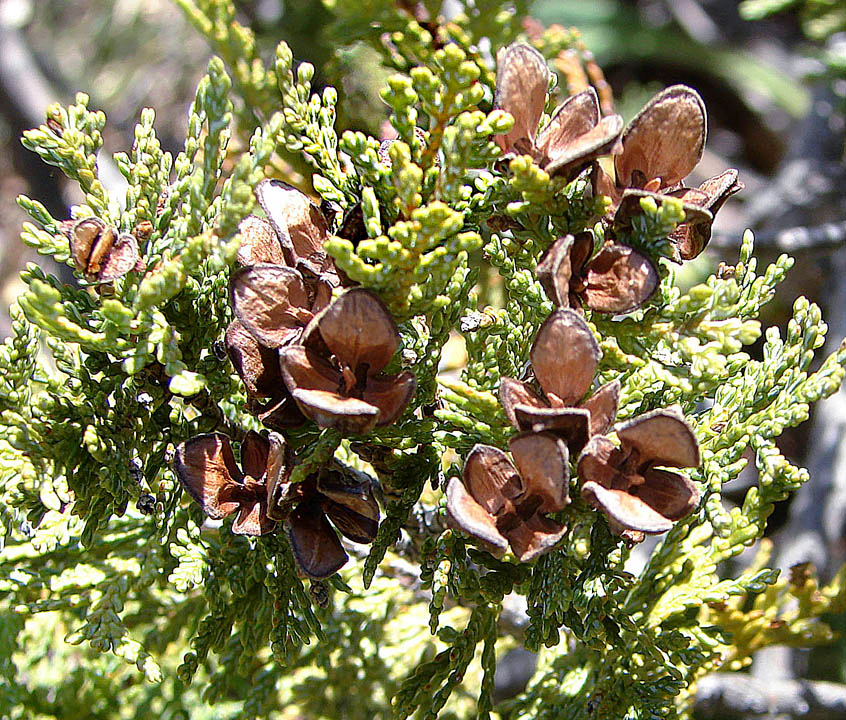
Felnyílt tobozbogyói

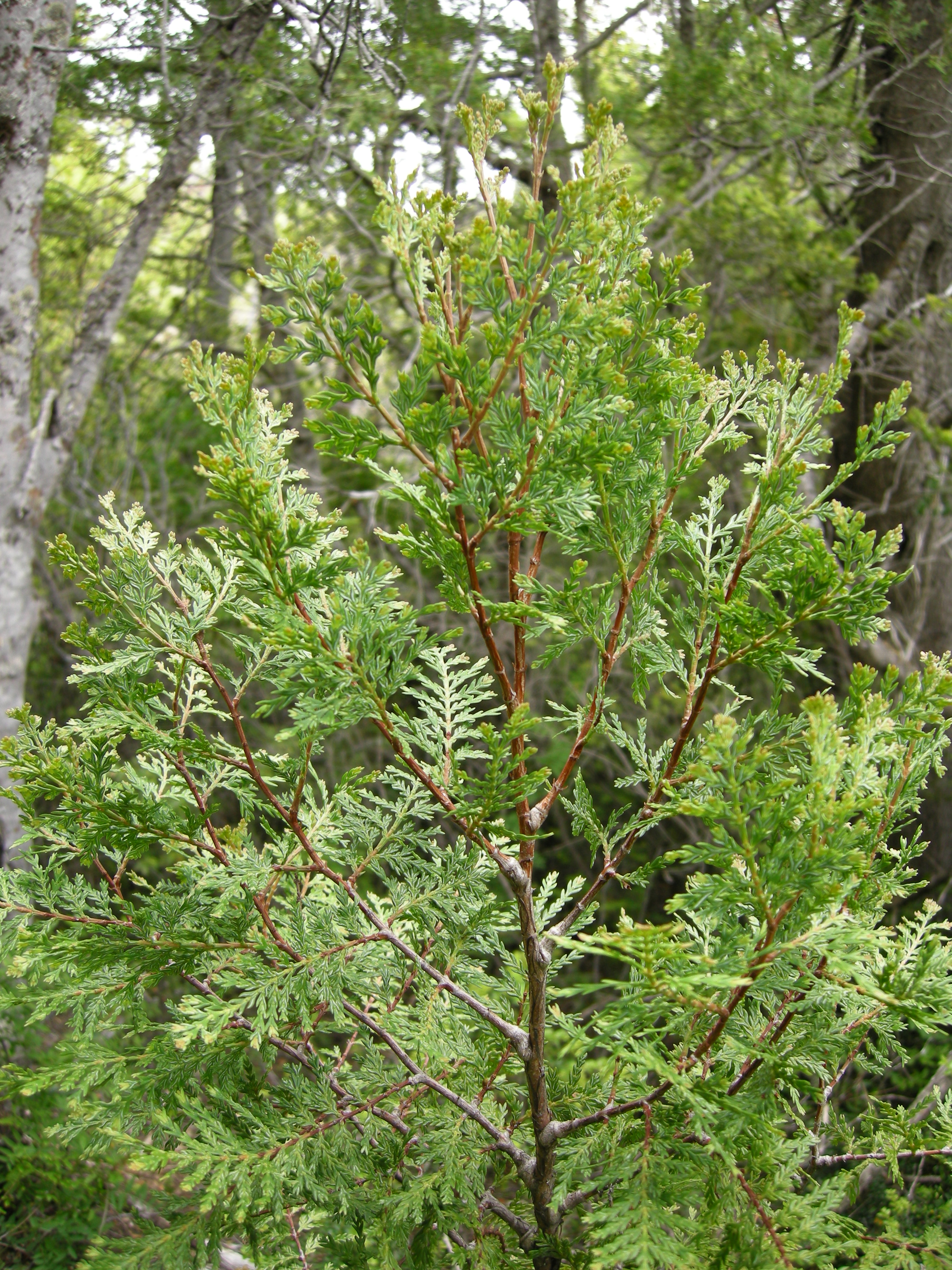
Csemete

Az Austrocedrus a ciprusfélék családjának egyik monotipikus nemzetsége — egyetlen faja az Austrocedrus chilensis, amit korábban — rendszertanilag megtévesztő módon — chilei délciprusnak magyarítottak.

## Elterjedése
Kizárólag a Középső-Andok déli részén, Chilében nő. Arborétumok díszeként a világon többfelé, így Európa  óceáni, mediterrán és szubmediterrán éghajlatú részein is megtelepítették.

## Megjelenése, felépítése
Oszlopos termetű, de 15 m-nél nem nő magasabbra. Lombja lágy hamvaszöld.
Szürkés kérge apró pikkelyekben válik le.
Pikkelyleveleinek nemcsak a fonákán, de gyakran a színén is fehér(es) rajzolat látható. Az oldalpikkelyek befelé görbülő, tompa csúcsa ívesen eláll. A megdörzsölt levelek gombaillatúak. Tobozai mindössze négy pikkelylevélből nőnek össze.

## Életmódja, termőhelye
Magyarországon nem télálló. Európa óceáni éghajlatú, de északi tájain termése ritkán érik be.

## Felhasználása
Fája szívós.